# Хапкидо
Хапкидо (односно хап ки до, хапгидо, од хап = хармонија (тела и духа), склад између човека и природе односно космоса/ ки = снага, унутрашња енергија/ до = пут) је свеобухватна корејска борилачка вештина, која условно речено личи на комбинацију теквондоа, аикидоа, џудоа и вушуа, мада има и елемената који су блиски и неким другим борилачким системима, међу којима је и мачевања.

## Настанак
Постоје две основне верзије о настанку Хапкидоа.
По једној, њега је створио Јонг Сул Чои (Yong Sul Choi), који је пре Другог светског рата тренирао даито рју код чувеног јапанског мајстора Сокаку Такеде (Sokaku Takeda), чији је ученик био и творац аикидоа Морихеј Ујешиба (Morihei Ueshiba).
По другој, оснивач је Ђи Хан Ђе (Ji Han Jae), који је једно време био ученик Јонг Сул Чоија, од кога је учио вештину звану јавара, али је основна знања стекао још пре тога од монаха Ли-ја. Ђи Хан Ђе је 1957. године дао назив вештини ("Хапкидо") а унео је и мноштво нових елемената, међу којима и традиционе корејске ударце ногама, који су нарочито били развијени у текјону (Taekkyeon). Стога многи сматрају да управо њему Хапкидо дугује не само име, већ и садашњи облик.
Најстарија корејска Хапкидо организација је Му Му Кван Хапкидо (Moo Moo Kwan Hapkido) основана 1963. године од стране Ким Јо Мана (Kim Yo Man). Затим су хапкидо савезе оснивали: Ђи Хан Ђе (Ji Han Jae) 1965. г. Корејску Хапкидо Асоциацију (Korea Hapkido Association); Ким Јун Сик (Kim Yun Sik) 1968. г. Бам Му Кван Хапкидо (Bum Moo Kwan Hapkido); Мјунг Кван Сиk (Myung Kwang Sik) 1974. г. Јон Му Кван Асоциацију Корејског Хапкидоа (Korea Hapkido Yon Moo Kwan Association); Мјунг Ђе Нам (Myung Jae Nam) 1974. г. Међународну Хапкидо Федерацију (International Hapkido Federation); Лим Хјун Су (Lim Hyun Soo) 1974. г. Ђунг Ки Кван (Jung Ki Kwan); О Си Лим (Oh See Lim) 1983. г. Корејску Хапкидо Федерацију (Korea Hapkido Federation) итд. Међу хапкидо организацијама које су настале у самој Кореји постоји велика суревњивост око тога која међу њима је  старија од осталих и која има више чланова.
Од 1987, годину дана након смрти Јонг Сул Чоија, део његових ученика за означавање вештине коју је он предавао користи назив Хапкијусул (Hapkiyusul), управо да би је тако и називом одвојили од Хапкидоа.
Хапкидо је једна од 31 традиционалних корејских борилачких вештина.
Кореја, која се налази условно речено између Кине и Јапана, са којима је пуно пута ратовала, и која је уз то била поприште многих међусобних ратова (нарочито између корејских краљевстава Шила, Пекче и Когурју) једноставно је морала да изроди врсне борце и бројне борилачке системе.
Сви корејски и други извори неизоставну наводе да су корени Хапкидоа у вештини борења славних елитних Хваранг ратника  (Hwarang) краљевства Шила (Silla), које је управо захваљујући тим ратницима на крају савладало остала два краљевства и ујединило Кореју.

## Технике и принципи
Иако данас постоји више стилова хапкидоа који се међусобно унеколико разликују, свака права хапкидо школа подразумева вежбе дисања ("дан ђон"); учење великог броја виталних (акупресурних) тачака; комплетан арсенал ножних и ручних удараца (укључујући и ударце у скоку и ударце са земље); разне врсте блокова и ескиважа; бацања и полуге џудо и аикидо типа; одбрану од свих врста хватова, удараца и покушаја бацања; одбрану од 2 и више нападача; борбу у партеру; одбрану од оружја (ножа, палице, дугог штапа, мача, пиштоља и др.); употребу оружја (ножа, палице, дугог штапа, конопца, али и бацање ножева, звезди - шурикена, камења, стрелица и др.) итд.
Одређене сличности са хапкидоом имају и неки други корејски борилачки системи као што су хварангдо (Hwa Rang Do), куксулвон (Kuk Sool Won), и др. Извесне сличности у смислу круга техника постоје и са јапанским Нинђицу, мада су у начину кретања и самом начину извођења лако приметне карактеристичне разлике.
- Борис Кривокапић, 9. Дан Хапкидоа, 2018
- Јелена Антонијевић, 3. Дан,  2010

## Модерни Хапкидо
Хапкидо се раширио по свету нарочито од 70-их година прошлог века, када је значајан број врхунских корејских мајстора отишао да живи и шири своје знање у другим деловима земљама. У прво време већина се настанила у САД, што је разлог због чега је Хапкидо ту одавно изузетно развијен и популаран. Са друге стране, многи мајстори других корејских система, посебно теквондоа, који су били пореклом из других држава, нарочито из САД и Европе, у све већем броју посећивали су Јужну Кореју и учили тамо на извору, од представника разних школа.
У новије време сама реч "Хапкидо" је назив за разне борилачке системе из Кореје и других земаља, који се ослањају на неку од свеобухватних корејских борилачких вештина, без обзира на то ко је њихов оснивач. Главни заједнички именитељу су корејски корени и свеобухватност вештине. тј. коришћење врло различитих вежби и техника (ударци, полуге, бацања, оружја итд.)
Још једна карактеристика савременог периода јесте да све више системи који су суштински Хапкидо школе, изостављају реч "хапкидо" из свог назива односно узимају неке друге корејске називе, па се уз већ одавно афирмисане Хварангдо (Hwa Rang Do) и Куксулвон (Kuk Sool Wom), појављују Самрангдо (Samrangdo), Хапкијусул (Hapkiyusul), Ханмудо (Hanmudo), Ханкидо (Hankido), Хошинкидо (Hoshinkido), Хапкимудо (Hapkimudo), Хапкимусул (Hapkimusul), Хапмусул (Hapmusul), Хапкидовон (Hapkidowon), Хапјудо (Hapjudo), Хапкикван (Hapkikwan), Хвардокван (Hwardokwan), Ханмује (Hanmooye) итд.
Чак и међу школама које се ослањају на традиционалне изворе Хапкидоа, односно на велемајсторе Јонг Сул Чоија и Ђи Хан Ђеа, могу се запазити разлике у начину извођења техника, кретању, програму полагања за звања (појасеве) итд.
Тако нпр. већина школа негује Хапкидо као борилачку вештину, док га део њих истовремено развија као модеран спорт;  многи стилови уопште не раде слободан спаринг (борбу) док други то редовно вежбају; неке школе не посвећују много пажње борби на тлу (у партеру), док остали на то гледају као на једнако важан део борења; неке школе не ломе даске и друге тврде предмете, док други то обавезно чине у склопу програма полагања за звања (појасеве); неки стилови користе лепезу као оружје, а други не; неки стилови не бацају ножеве, док је другима то обавезан део програма; итд.
- Зорица Михајловић, 3. Дан, 2018
- Марија Видовић, 3. Дан, 2018

Уосталом, разлике се виде већ у одећи која се на корејском зове "добок" (dobok). Зависно од школе којој припадају, хапкидоовци носе сасвим белу одећу; бео горњи, а црни доњи део; црни горњи. а бео доњи део; сасвим црну одећу, а понекад (знатно ређе) и одећу у разним комбинацијама других боја.

## Признати савези и стилови
Међу највеће и најпознатије Хапкидо федерације спадају: Korea Hapkido Federation, World Kido Federation / Hanmijok Hapkido Association, Federation of Korea Hapkido, Sin Moo Hapkido Federation, World Korea Hapkido Federation, Global Hapkido Association, International Hapkido Federation, International Hoshinkido Hapkido Federation; Hapkido United, International Kyung Mu Hapkido Association, World Hapkido Martial Arts Federation, World Hapkido Union, World Union Hapkido итд.
Не постоји једна званично призната светска федерација, као што је то нпр. случај у теквондоу или џудоу. Само у самој Јужној Кореји постоји 13 великих Хапкидо савеза који окупљају око 200 различитих Хапкидо школа (подсавеза који негују разне стилове) а многи имају и своје огранке широм света. Ипак, најстарија и највећа организација је Корејска хапкидо федерација (Korea Hapkido Federation).
Такође, број чланица неког савеза не сведочи самим тим да је његов стил бољи од других, посебно зато што многе федерације окупљају вежбаче разних стилова, а неке зарад веће масовности пристају на мањи квалитет. Са друге стране, у Кореји, али и изван ње, много је малих школа које из разних разлога (обично због језичке баријере или недовољног маркетинга) нису познате широј јавности премда по квалитету спадају у сам врх.
Највећа и најразвијенија Хапкидо федерација у Европи је Европска Хапкидо Унија (European Hapkido Union) која окупља Хапкидо организације из више од 20 држава. Уназад много година редовно одржава врло квалитетне и посећене међународне Хапкидо семинаре које воде врхунски мајстори из Кореје, али и других земаља. Такође и учесници нису само из Европи, већ и из других делова света. Под окриљем Европске хапкидо уније сваке 2 године одржава се Европско првенство у Хапкидоу. Такмичење се одржава у разним дисциплинама: самоодбрана, хапкидо борбе, брзинско разбијање дасака, падови у вис и у даљ, форме са оружјем, форме без оружја итд.

## Хапкидо у Србији
Током свог Теквондо семинара, Хапкидо је у Србији 1993. први приказао корејски мајстор Канг До Сик (Kang Doo Sik) тада 8. дан и Теквондоа и Хапкидоа.
Након што га је 2 месеца учио на извору, у Сеулу, као лични ученик велемајстора Чои Санг Хеума (Choi Sang Heum) оснивача Му Лим Вон школе (Moo Lim Won Hapkido), Хапкидо је на просторе бивше Југославије маја 1994. донео Борис Кривокапић. Брзо усвајање огромног броја Хапкидо техника олакшало му је то што се пре тога пуних 20 година тренирао Џудо, Џијуџицу, Карате и Теквондо.  Убрзо је формулисао сопствену школу под називом Хапкикван (Hapkikwan). Она је од 2009. званично призната у Јужној Кореји и пуноправни је члан Светске уније борилачких вештина (World Martial Arts Union) која ради под патронатом корејске владе и Унеско, а има седиште у јужнокорејском граду Чунгђу.
Борис Кривокапић је 1994. код тадашњег Савезног министарства правде СР Југославије регистровао Хапкидо савез Југославије (решење Министарства 2/2 бр. 051/5-1994-02)  као кровну организацију која би требало да обједињује све заинтересоване хапкидо клубове и подсавезе у земљи, независно од тога којој школи хапкидоа припадају. Услед политичких промена (распад заједничке државе) та организација је доживела трансформације и данас је њен настављач Српска Хапкидо Унија (Serbian Hapkido Union) коју води велемајстор Борис Кривокапић.
Борис Кривокапић је једини званични представник за Србију водећих међународних хапкидо организација, међу којима и: Korea Hapkido Federation, International Hoshinkido Hapkido Federation, Hapkido United, World Union Hapkido, European Hapkido Union итд. Потпредседник је Европске хапкидо уније.
У наше време Хапкидо се у Србији вежба у неколико клубова у Београду, Панчеву, Нишу и Бачкој Тополи. Далеко најстарији и са највећим међународним признањем је клуб Хапкикван у коме се Хапкидо (стил: хапкикван) вежба скоро 30 година - још од 1994. године.
- Хапкидо спортска борба, Небојша Ђукић 3. Дан (Србија) и Хамза Малбашић 3. Дан (Босна и Херцеговина) 2010.
- Ђорђе Кривокапић, 3 дан. 2019